# 小森皆実
小森 皆実 （こもり ともみ、1983年2月18日 - ）は、 日本の女性フィールドホッケー選手。

## 経歴・人物
栃木県日光市出身。天理大学を卒業後、グラクソ・スミスクライン今市工場所属。
夏季オリンピック（2004年と2008年）で母国代表として出場した。ほか、イタリアのローマで 開催された2006年女子ホッケーワールドカップ予選で千葉香織（日本）、ローナ・シンプソン（スコットランド）、およびマリナ・ヴィノフラドバ （ウクライナ）とともに6ゴールを決め、トップスコアラーになった。 